# Philippe Bonnin
Philippe Pierre Bonnin (* 30. April 1955 in Boulogne-Billancourt) ist ein ehemaliger französischer Florettfechter.

## Erfolge
Philippe Bonnin wurde 1978 in Hamburg im Mannschaftswettbewerb Vizeweltmeister. Er erreichte zwei Jahre darauf bei den Olympischen Spielen 1980 in Moskau mit der Mannschaft ungeschlagen das Finale, in dem die französische Equipe gegen die Sowjetunion knapp mit 8:8-Siegen und 68:60-Treffern den ersten Platz belegte. Gemeinsam mit Bruno Boscherie, Didier Flament, Pascal Jolyot und Frédéric Pietruszka wurde er somit Olympiasieger.